# Alice Walton
Alice Louise Walton, född 7 oktober 1949 i Newport, Arkansas, är en amerikansk filantrop och dotter till Sam och Helen Walton. Hennes far var grundaren till den amerikanska detaljhandelskedjan Walmart Inc, som idag är  världens största i sin bransch. Den amerikanska ekonomitidskriften Forbes rankade Walton till att vara världens 17:e rikaste med en förmögenhet på 97,3 miljarder amerikanska dollar för den 18 mars 2025.
Hon avlade kandidatexamen i företagsekonomi vid Trinity University 1971.
Walton är intresserad av konst och har målningar av bland andra George Bellows, Asher Brown Durand, Thomas Eakins, Winslow Homer, Edward Hopper, Gari Julius Melchers, Willard Leroy Metcalf och Charles Willson Peale. Hon har också bland annat finansierat bygget av konstmuseet Crystal Bridges Museum of American Art som är beläget i Bentonville i Arkansas.